# Unité urbaine de Bergerac
L'unité urbaine de Bergerac est une unité urbaine française de la région Nouvelle-Aquitaine, centrée sur la ville de Bergerac, l'une des trois sous-préfectures du département de la Dordogne. Elle inclut à l'ouest quatre communes du département de la Gironde.

## Géographie
L'unité urbaine de Bergerac s'étend d'est en ouest sur près de 35 kilomètres, le long de la Dordogne, depuis Mouleydier jusqu'à Saint-Antoine-de-Breuilh.

## Données globales
Dans le zonage réalisé par l'Insee en 1999, l'unité urbaine de Bergerac était composée de 21 communes, dont 17 en Dordogne, dans l'arrondissement de Bergerac, et trois en Gironde, dans l'arrondissement de Libourne.
En 2010, selon l'Insee, l'unité urbaine (l'agglomération) de Bergerac est composée de vingt-deux communes, situées en partie dans l'arrondissement de Bergerac, subdivision administrative du département de la Dordogne, et en partie dans le département de la Gironde (arrondissement de Libourne). L'unité urbaine de Bergerac représentait le pôle urbain de l'aire urbaine de Bergerac.
Dans son zonage 2020, l'unité urbaine de Bergerac comprend toujours 22 communes mais Ginestet n'en fait plus partie et Saint-Capraise-de-Lalinde y est désormais intégrée. En 2020, le zonage en aire urbaine est abandonné et remplacé par la notion d'aire d'attraction d'une ville. L'aire d'attraction de Bergerac comprend 73 communes dont une en Gironde
Avec 64 867 habitants, elle constitue en 2022 la deuxième unité urbaine de la Dordogne, derrière celle de Périgueux. C'est également la treizième unité urbaine la plus peuplée de Nouvelle-Aquitaine en 2022, derrière celles de Bordeaux, Bayonne, Pau, Limoges, La Rochelle, Poitiers, Angoulême, Agen, Brive-la-Gaillarde, Niort, La Teste-de-Buch-Arcachon et Périgueux.
L'ensemble des vingt-deux communes forme un territoire de 335,57 km2 avec une densité de 193 hab./ km2 en 2022.
Le tableau suivant détaille la répartition de l'unité urbaine (zonage 2020) en 2022 sur les départements (les pourcentages s'entendent en proportion de chaque département) :
| Département | Communes | Communes (%) | Superficie (km2) | Superficie (%) | Population (2022) | Population (%) |
| ----------- | -------- | ------------ | ---------------- | -------------- | ----------------- | -------------- |
| Dordogne    | 18       | 3,58         | 295,71           | 3,26           | 55 877            | 13,42          |
| Gironde     | 4        | 0,75         | 39,86            | 0,37           | 8 990             | 0,54           |
| Total       | 22       |              | 335.57           |                | 64 867            |                |

## Composition
Dans les deux tableaux ci-dessous, les communes de la Gironde sont classées après celles de la Dordogne.

### Composition (zonage 2010)
En 2010, l'Insee a procédé à une révision de la délimitation de l'unité urbaine de Bergerac qui est ainsi composée des vingt-deux communes urbaines, soit une de plus (Le Fleix) qu'avec le zonage de 1999.
L'unité urbaine était composée des communes suivantes :
- Bergerac
- Cours-de-Pile
- Creysse
- Le Fleix
- La Force
- Gardonne
- Ginestet
- Lamonzie-Saint-Martin
- Lembras
- Mouleydier
- Port-Sainte-Foy-et-Ponchapt
- Prigonrieux
- Saint-Antoine-de-Breuilh
- Saint-Germain-et-Mons
- Saint-Laurent-des-Vignes
- Saint-Nexans
- Saint-Pierre-d'Eyraud
- Saint-Sauveur
- Pineuilh
- Saint-Avit-Saint-Nazaire
- Sainte-Foy-la-Grande
- Saint-Philippe-du-Seignal.

### Composition (zonage 2020)
En 2020, l'Insee a procédé à une révision de la délimitation de l'unité urbaine de Bergerac qui est toujours composée de vingt-deux communes urbaines, mais une en moins (Ginestet) et une en plus (Saint-Capraise-de-Lalinde) qu'avec le zonage de 2010.
| Nom                         | Code Insee | Département | Statut       | Superficie (km2) | Population (dernière pop. légale) | Densité (hab./km2) | Modifier                                    |
| --------------------------- | ---------- | ----------- | ------------ | ---------------- | --------------------------------- | ------------------ | ------------------------------------------- |
| Bergerac (ville-centre)     | 24037      | Dordogne    | ville-centre | 56,10            | 26 852 (2022)                     | 479                | modifier les données · modifier les données |
| Cours-de-Pile               | 24140      | Dordogne    | banlieue     | 10,81            | 1 563 (2022)                      | 145                | modifier les données · modifier les données |
| Creysse                     | 24145      | Dordogne    | banlieue     | 11,02            | 1 738 (2022)                      | 158                | modifier les données · modifier les données |
| Le Fleix                    | 24182      | Dordogne    | banlieue     | 18,05            | 1 498 (2022)                      | 83                 | modifier les données · modifier les données |
| La Force                    | 24222      | Dordogne    | banlieue     | 15,60            | 2 687 (2022)                      | 172                | modifier les données · modifier les données |
| Gardonne                    | 24194      | Dordogne    | banlieue     | 8,26             | 1 607 (2022)                      | 195                | modifier les données · modifier les données |
| Lamonzie-Saint-Martin       | 24225      | Dordogne    | banlieue     | 20,64            | 2 745 (2022)                      | 133                | modifier les données · modifier les données |
| Lembras                     | 24237      | Dordogne    | banlieue     | 10,59            | 1 255 (2022)                      | 119                | modifier les données · modifier les données |
| Mouleydier                  | 24296      | Dordogne    | banlieue     | 8,49             | 1 155 (2022)                      | 136                | modifier les données · modifier les données |
| Port-Sainte-Foy-et-Ponchapt | 24335      | Dordogne    | banlieue     | 18,32            | 2 515 (2022)                      | 137                | modifier les données · modifier les données |
| Prigonrieux                 | 24340      | Dordogne    | banlieue     | 26,12            | 4 362 (2022)                      | 167                | modifier les données · modifier les données |
| Saint-Antoine-de-Breuilh    | 24370      | Dordogne    | banlieue     | 17,82            | 1 784 (2022)                      | 100                | modifier les données · modifier les données |
| Saint-Capraise-de-Lalinde   | 24382      | Dordogne    | banlieue     | 3,83             | 526 (2022)                        | 137                | modifier les données · modifier les données |
| Saint-Germain-et-Mons       | 24419      | Dordogne    | banlieue     | 14,13            | 893 (2022)                        | 63                 | modifier les données · modifier les données |
| Saint-Laurent-des-Vignes    | 24437      | Dordogne    | banlieue     | 8,08             | 1 028 (2022)                      | 127                | modifier les données · modifier les données |
| Saint-Nexans                | 24472      | Dordogne    | banlieue     | 12,38            | 1 013 (2022)                      | 82                 | modifier les données · modifier les données |
| Saint-Pierre-d'Eyraud       | 24487      | Dordogne    | banlieue     | 26,16            | 1 801 (2022)                      | 69                 | modifier les données · modifier les données |
| Saint-Sauveur               | 24499      | Dordogne    | banlieue     | 9,31             | 855 (2022)                        | 92                 | modifier les données · modifier les données |
| Pineuilh                    | 33324      | Gironde     | banlieue     | 17,36            | 4 447 (2022)                      | 256                | modifier les données · modifier les données |
| Saint-Avit-Saint-Nazaire    | 33378      | Gironde     | banlieue     | 18,61            | 1 484 (2022)                      | 80                 | modifier les données · modifier les données |
| Sainte-Foy-la-Grande        | 33402      | Gironde     | banlieue     | 0,51             | 2 561 (2022)                      | 5 022              | modifier les données · modifier les données |
| Saint-Philippe-du-Seignal   | 33462      | Gironde     | banlieue     | 3,38             | 498 (2022)                        | 147                | modifier les données · modifier les données |

## Évolution démographique
L'évolution démographique ci-dessous concerne l'unité urbaine selon le périmètre défini en 2020.
| 1968   | 1975   | 1982   | 1990   | 1999   | 2006   | 2011   | 2016   | 2022   |
| ------ | ------ | ------ | ------ | ------ | ------ | ------ | ------ | ------ |
| 52 905 | 55 519 | 56 925 | 60 011 | 60 130 | 62 553 | 64 178 | 64 258 | 64 867 |

Histogramme

(élaboration graphique par Wikipédia)